# Jacqueline du Bief

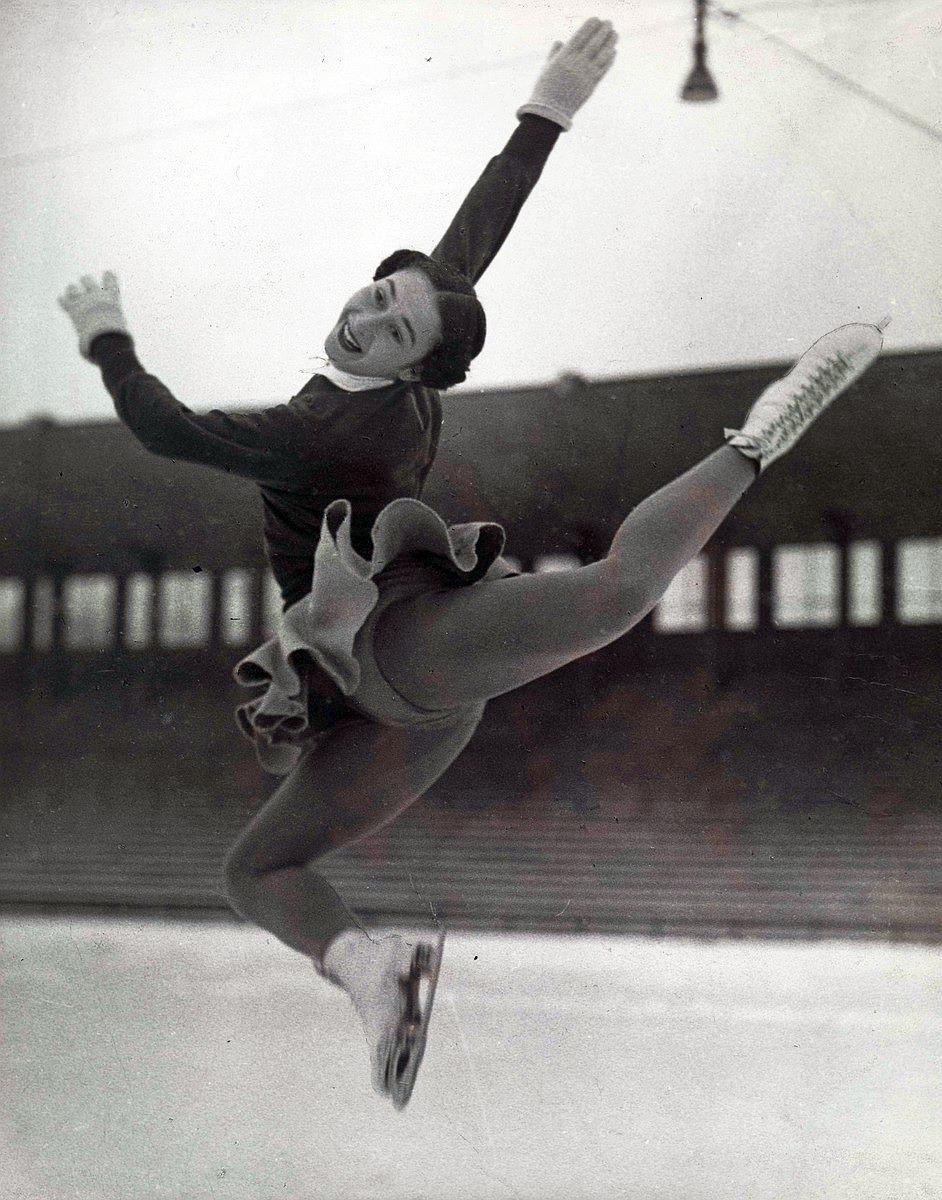
du Bief, c. 1950.

Jacqueline du Bief (París, 4 de diciembre de 1930) es una patinadora artística francesa retirada que compitió principalmente en patinaje individual. Es medallista de bronce olímpica de 1952,  campeona mundial de 1952,  tres veces medallista europea, y seis veces campeona nacional francesa (1947-1952).
Nacida en París, como patinadora en pareja, compitió con Tony Font, ganando los títulos nacionales franceses de 1950 y 1951. Después de convertirse en profesional, realizó giras con varios espectáculos como Ice Capades, Hollywood Ice Revues y Scala Eisrevue de 1952 a 1964.

## Momentos destacados de la competición

### Individuales femeninos
| Internacional                | Internacional | Internacional | Internacional | Internacional | Internacional | Internacional |
| Evento                       | 1947          | 1948          | 1949          | 1950          | 1951          | 1952          |
| ---------------------------- | ------------- | ------------- | ------------- | ------------- | ------------- | ------------- |
| Juegos Olímpicos de Invierno |               | 16            |               |               |               | 3º            |
| Campeonatos del mundo        |               | 18            | 9.º           | 6.º           | 2.º           | 1.º           |
| Campeonato de Europa         |               |               | 7.º           | 3.º           | 2.º           | 2.º           |
| Nacional                     |               |               |               |               |               |               |
| Campeonato de Francia        | 1.º           | 1.º           | 1.º           | 1.º           | 1.º           | 1.º           |

### Parejas con Tony Font
| Nacional              | Nacional | Nacional |
| Evento                | 1950     | 1951     |
| --------------------- | -------- | -------- |
| Campeonato de Francia | 1.º      | 1.º      |